# Meistersrüte
Meistersrüte, im einheimischen Dialekt Meschrüüti, ist eine Ortschaft, eine Schulgemeinde und eine Streusiedlung im Bezirk Appenzell im Kanton Appenzell Innerrhoden in der Ostschweiz.
Zu Meistersrüte gehört die Siedlung Sammelplatz , die mit Meistersrüte praktisch zusammengewachsen ist.

## Geographie
Meistersrüte liegt zwischen Appenzell und Gais südwestlich exponiert an zentraler Lage des Appenzellerlandes auf einer Höhe von gut 900 Metern über Meer. Meistersrüte befindet sich nahe des niedrigsten Punkts einer kleinen Einsattelung zwischen Gerenberg  im Westen und dem Hohen Hirschberg im Osten. Der Sammelplatz liegt an der höchsten Stelle der Strassen- und Bahnverbindung zwischen Appenzell und Gais. In südwestlicher Richtung fliesst der Lauftenbach direkt in die Sitter, in nordwestlicher Richtung fliesst der Mendlebach zum Rotbach ab, der nördlich vom Gerenberg in westlicher Richtung zur Sitter hin fliesst.

## Geschichte
Der Ortsname wurde vor 1200 als Meistirsrüti erstmals erwähnt und geht zurück auf die Berufsbezeichnung Meister und auf althochdeutsch riuten für Rodung.
Der Sammelplatz war militärischer Besammlungsort auf dem Gebiet des ehemaligen Kantons Appenzell und erinnert an die Schlacht am Stoss vom 17. Juni 1405. Hier hatten sich die Appenzeller gegen die Habsburger zur Schlacht versammelt. Zum Gedenken wird hier alljährlich am 14. Mai zur Landesprozession an «Bonifaz» vom Ratsschreiber der Schlachtbrief verlesen.
Die Siedlung Meistersrüte umfasste am 1. Dezember 1910 33 Häuser mit 41 Haushalten und 169 Bewohnern.

## Schule
Meistersrüte liegt ausserhalb der Feuerschaugemeinde Appenzell und hat eine eigene Schulgemeinde.
In der knapp 800 Einwohner zählenden Schulgemeinde gehen gegen 100 Kinder in den Kindergarten und in die sechs Primarschulklassen. Die Schule ist das eigentliche Zentrum von Meistersrüte.

## Kapelle Lehn

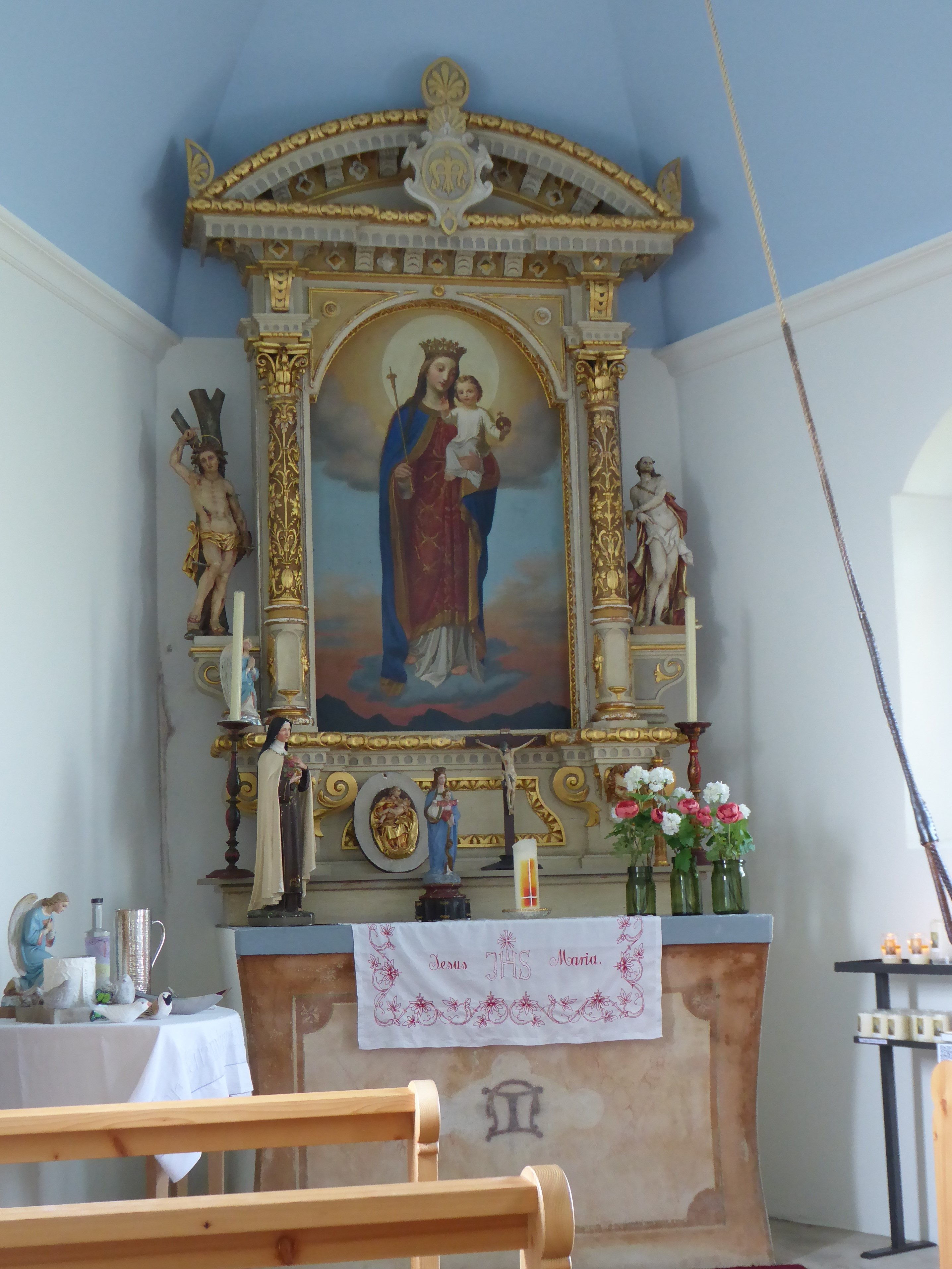
Altar der Lehnkapelle

Die Lehnkapelle Maria zur Sonne steht neben dem Bauernhaus Studen nahe der Burg Clanx. Die Andachtsstätte Maria zur Sonne wurde 1628 erstmals erwähnt. Nach einer Renovation im Jahre 1657 erfolgte 1745 der Neubau der heutigen Kapelle. Die «Chindliweh-Muttergottes» auf der linken Seite aus dem Jahr 1700 wurde als Gnadenbild bei Epilepsie angerufen. Die Figur der Heiligen Wiborada stammt aus dem Jahr 1760. Die 14 Stationenbilder in Öl auf Holz im Vorzeichen wurden um 1770 geschaffen. Die gekrönte stehende Madonna und die Glasgemälde stammen aus dem Jahr 1890.

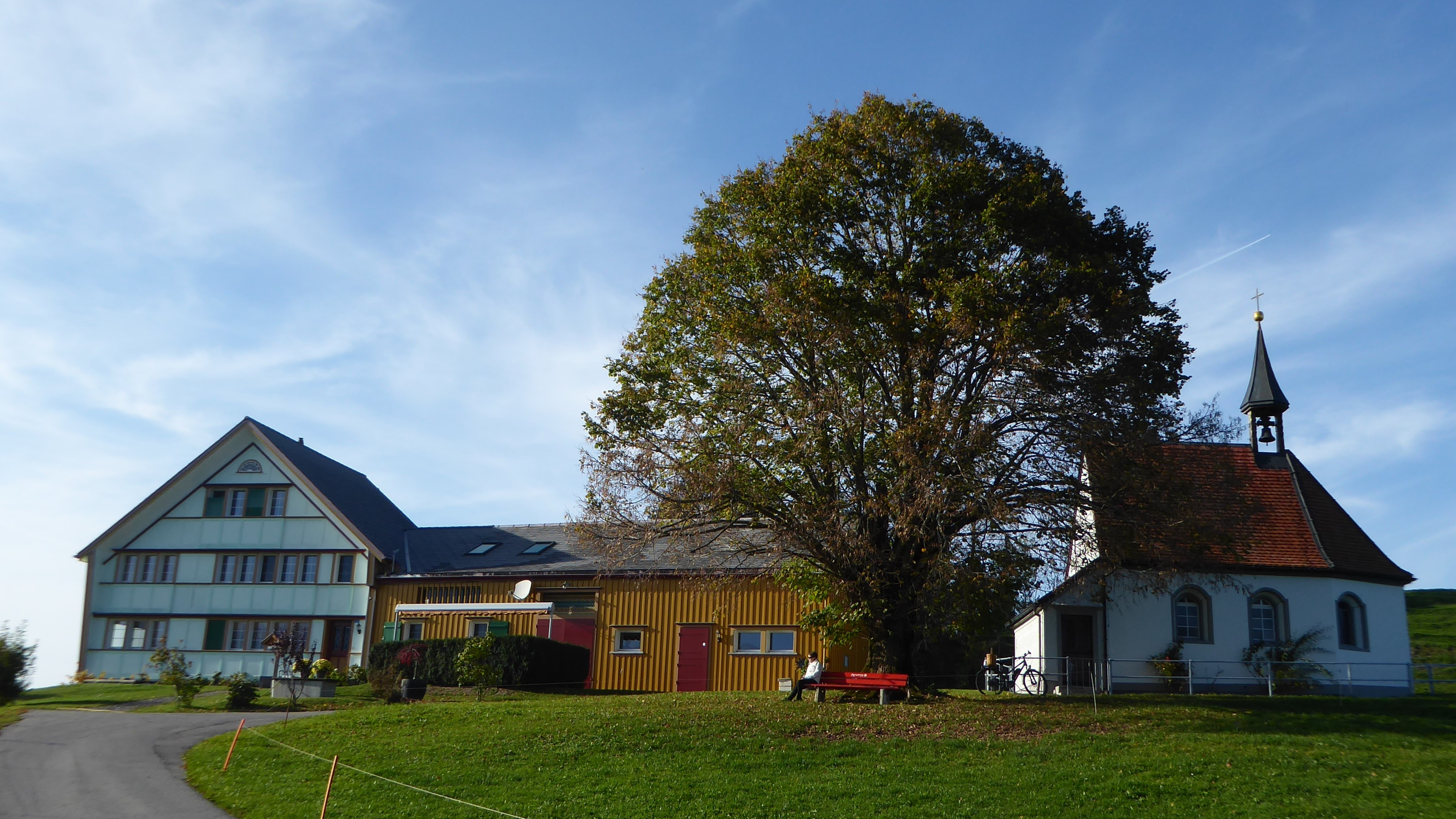
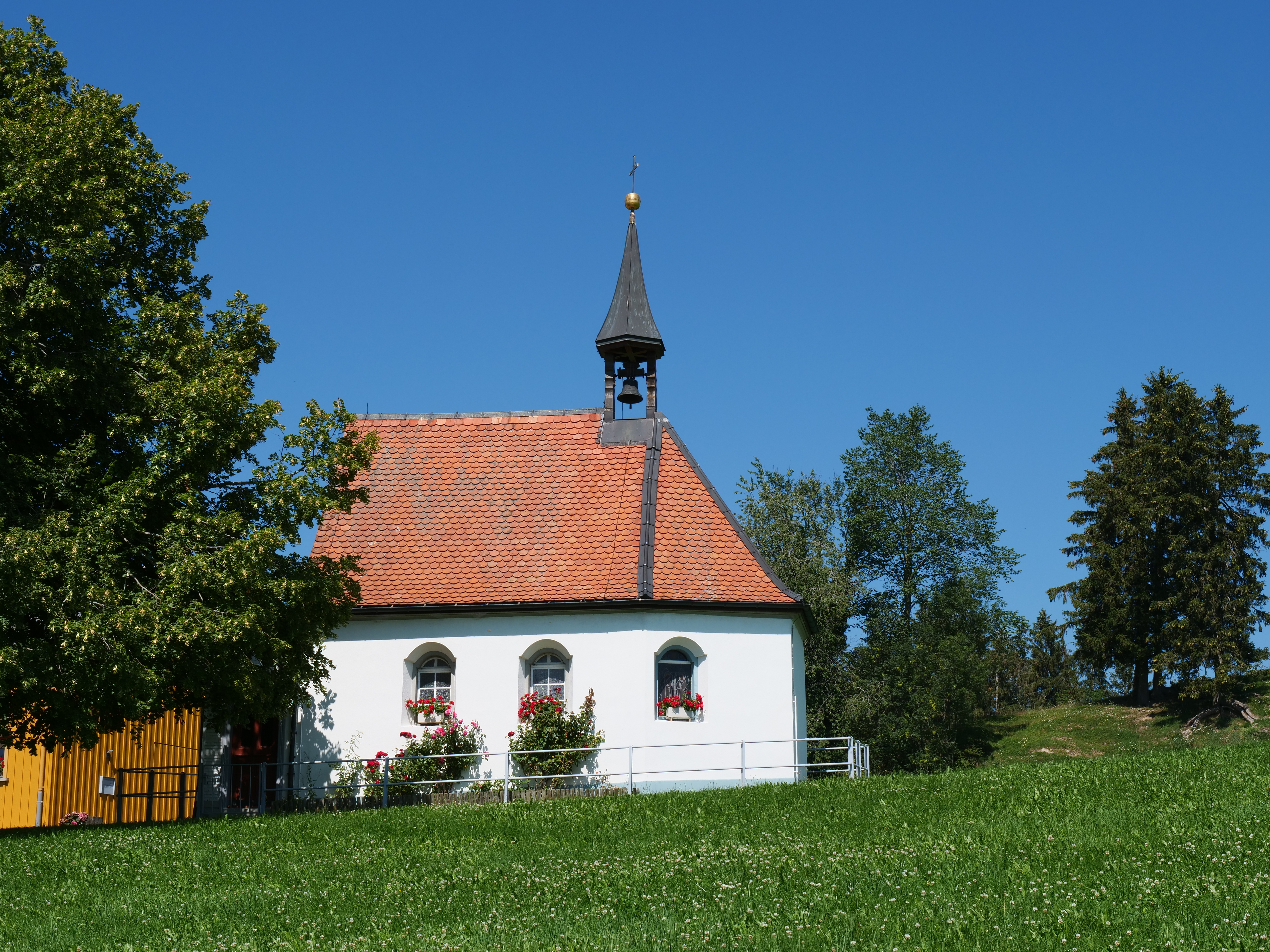
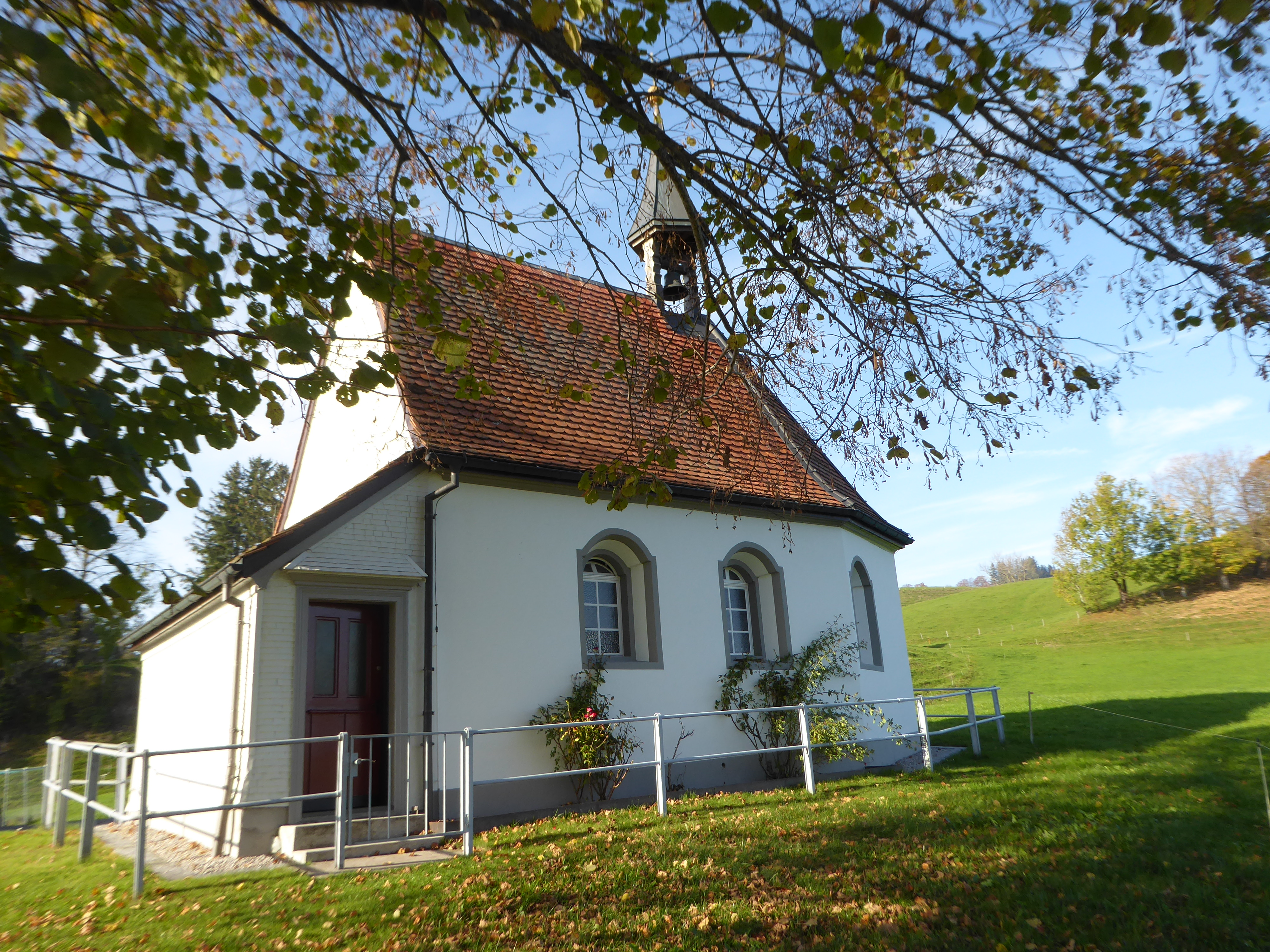

## Verkehr und Tourismus

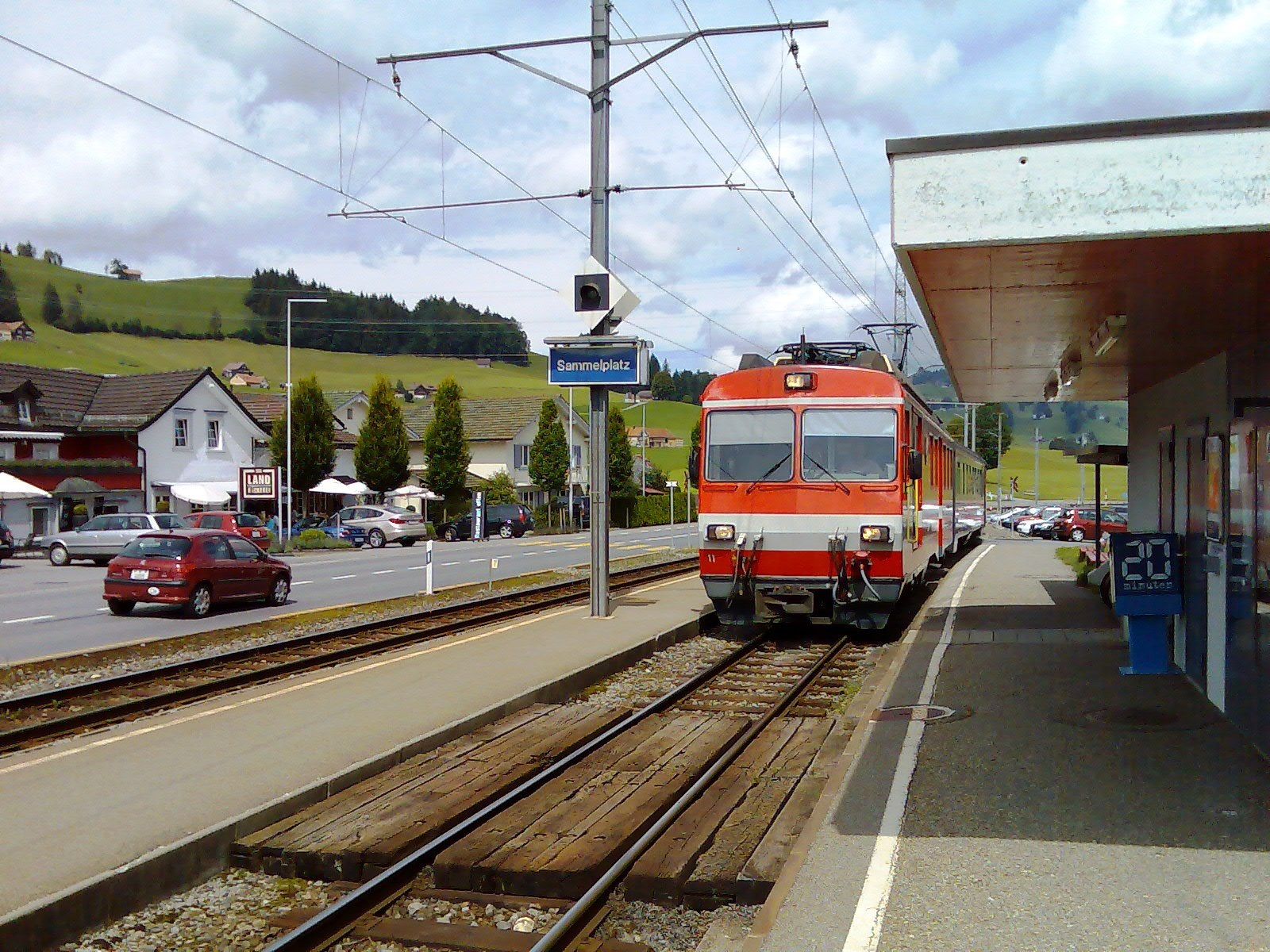
Station Sammelplatz mit einem Zug der Appenzeller Bahnen, 2011

Die Linie St. Gallen–Gais–Appenzell der Appenzeller Bahnen bedient den Bahnhof Sammelplatz stündlich zweimal in beiden Richtungen. Die Station Sammelplatz erschliesst die Gegend um Meistersrüti. Die Hauptstrasse 448 (Neu St. Johann–Schwägalp–Urnäsch–Appenzell–Gais) führt über den «Platz». Eisenbahnlinie und Haltestelle wurde am 1. Juli 1904 von der Appenzeller Strassenbahn eröffnet.
Der Sammelplatz ist Ausgangspunkt für Wanderungen im Sommer und Ski-Langlauf im Winter.

## Bilder

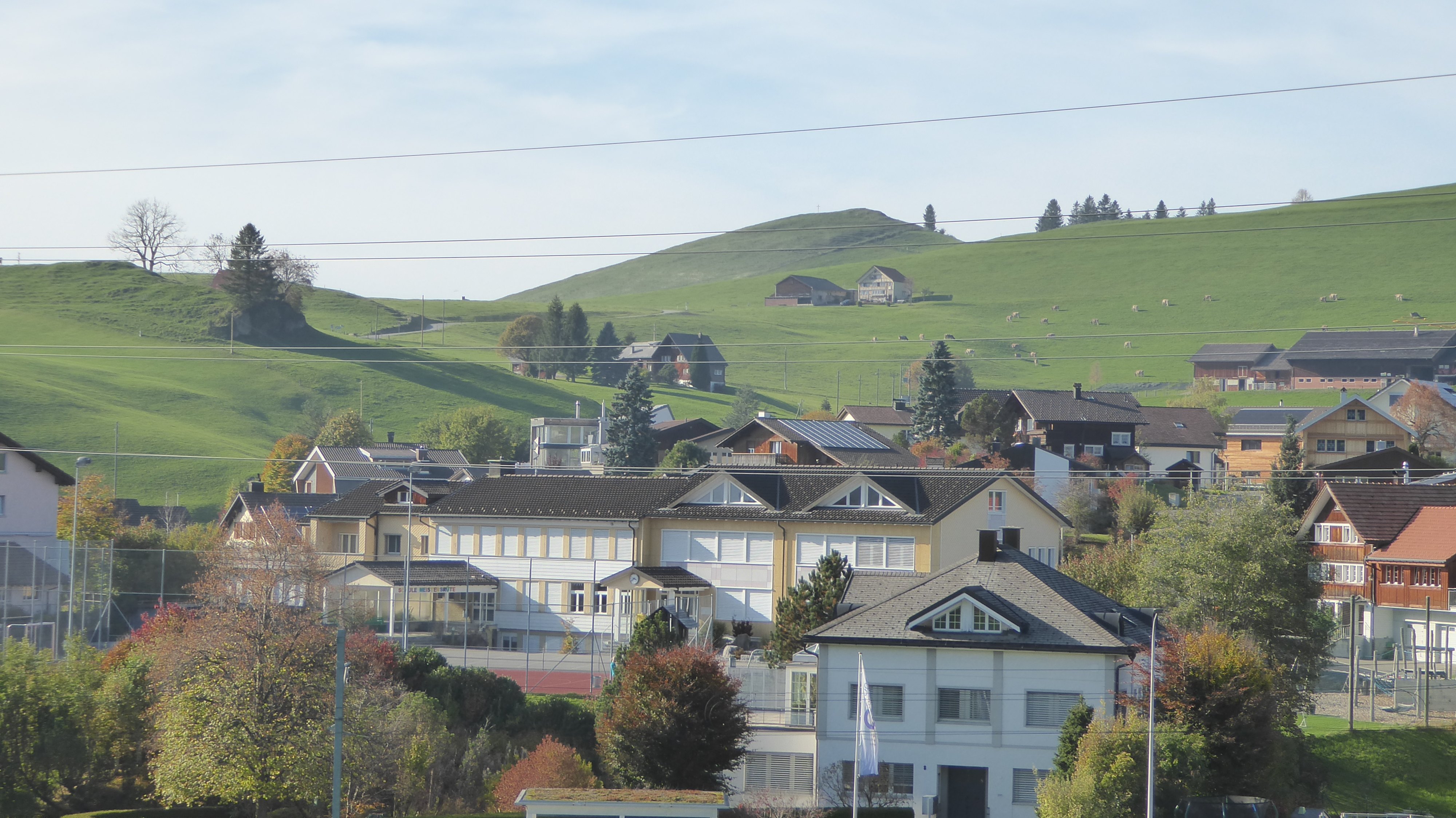
Schulhaus
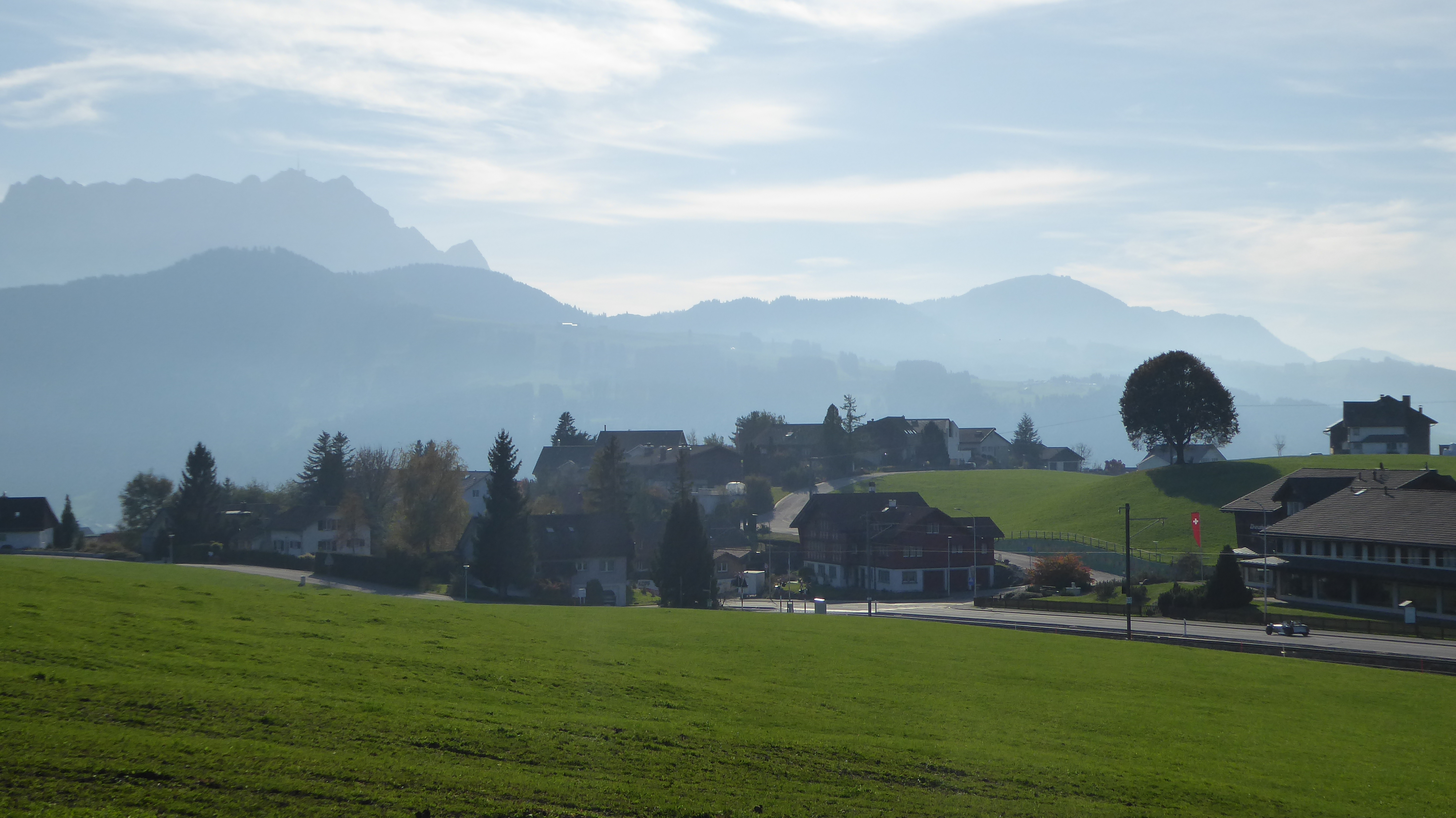
Meistersrüte mit Alpstein im Hintergrund
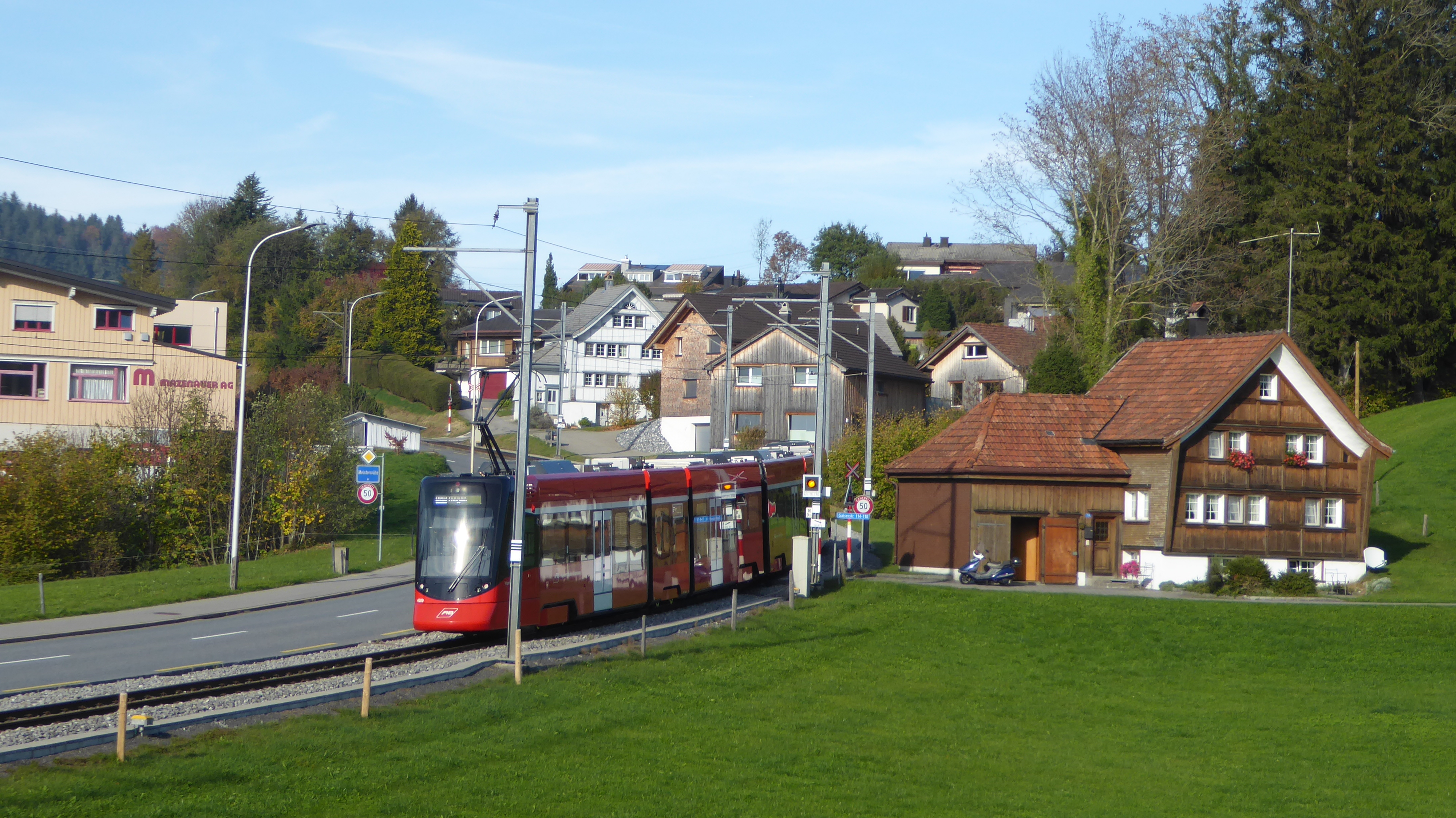
Tango-Zug der Appenzeller Bahnen in Meistersrüte
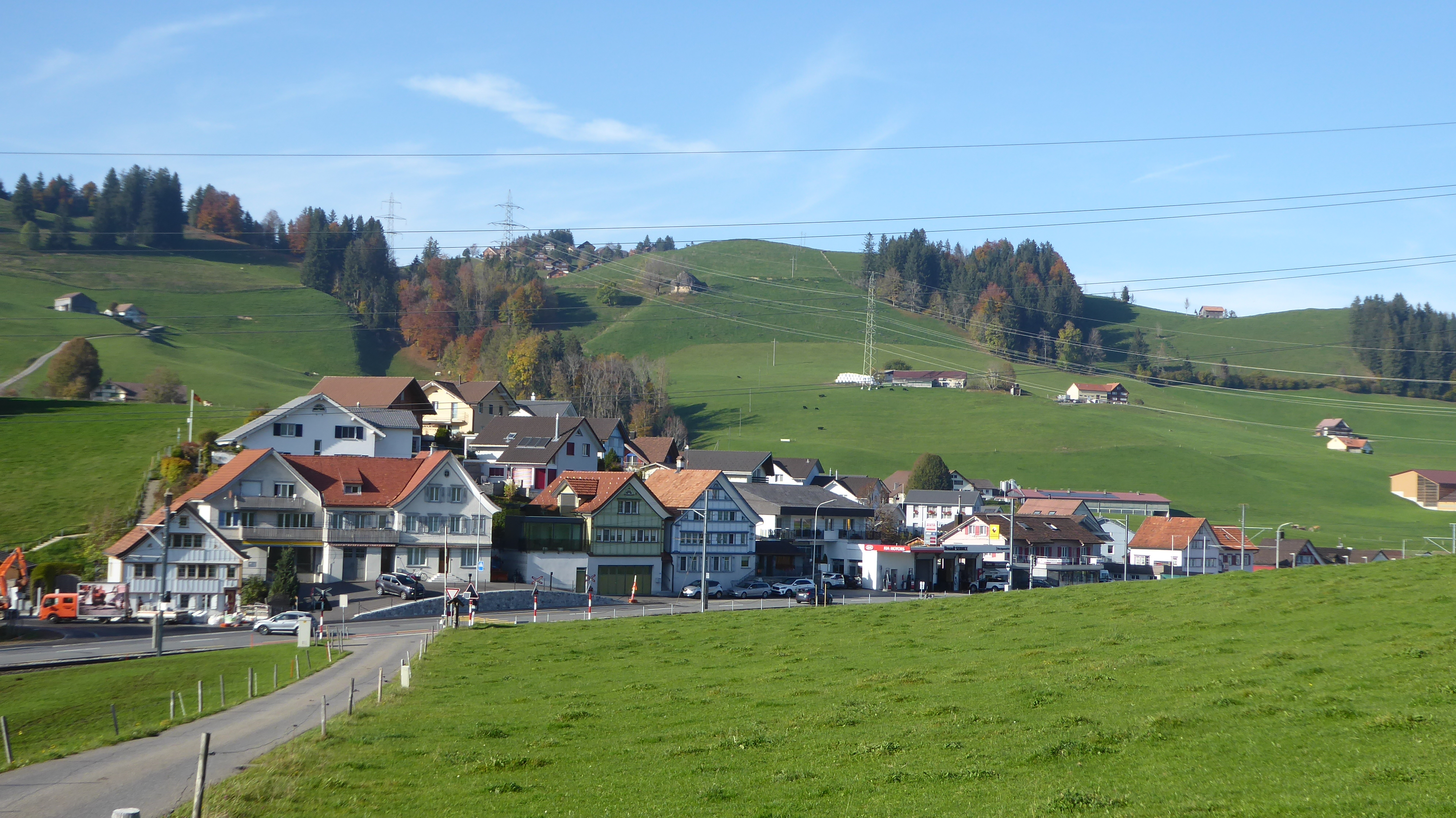
Blick auf den Sammelplatz
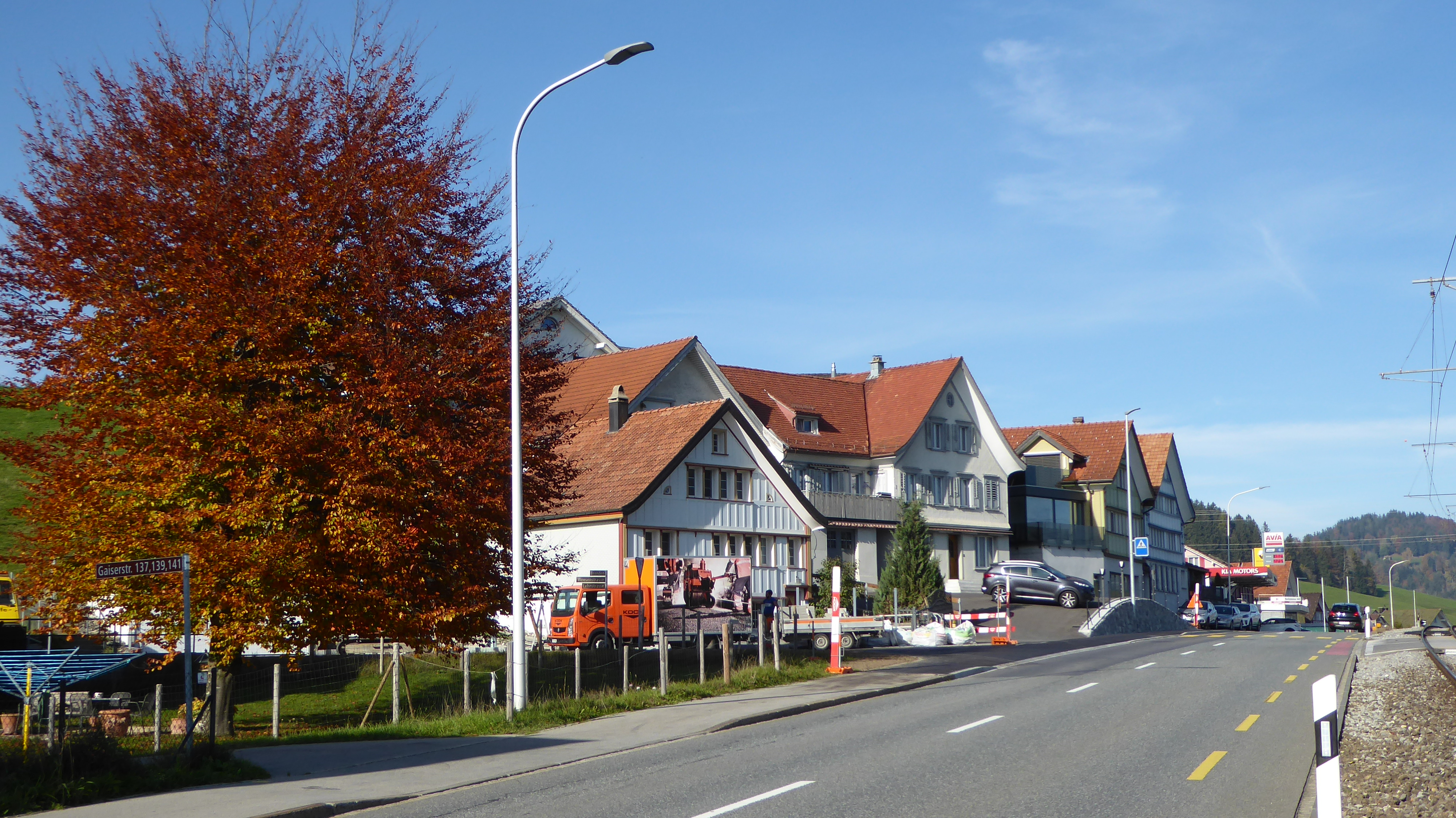
Der Sammelplatz an der Hauptstrasse Appenzell–Gais